# باش (ممثل)
باش (بالفرنسية: Bach)‏ هو كاتب ومغني وممثل فرنسي، ولد في 9 نوفمبر 1882 في فرنسا، وتوفي بنفس المكان في 19 نوفمبر 1953.

## وصلات خارجية
- باش على موقع IMDb (الإنجليزية)
- باش على موقع ميوزك برينز (الإنجليزية)
- باش على موقع ميوزك برينز (الإنجليزية)
- باش على موقع ديسكوغز (الإنجليزية)